# 최민석 (다트 선수)
최민석 (1980년 7월11일~) 은 대한민국의 프로 다트 선수이다.
최민석은 2013년 말 다트에 입문한 이래 2016년 한 해 동안만 피닉스다트 마스터즈 6개 대회를 싹쓸이한 선수다. 2018 시즌까지 퍼펙트 프로 토너먼트까지 3승을 올린 데 그치지 않고 2019년 소프트다트 프로 투어에서 두 차례 우승, 2020년 CJ E&M 게임채널인 OGN이 중계한 한국 다트 토너먼트 사상 최대 상금이 걸린 ogn챔피언십에서도 우승하였다.
2022년도에 다트라이브 오피셜플레이어로 선정되었다. 오피셜플레이어로는 전 세계 13명의 선수들이 선정되며, 2022년부터 최민석 선수가 한국 최초 합류하였다.
2023년 소프트다트 코리아투어 3회 우승하였다.
2024년에 일본에서 열린 "super darts (총상금 2천만엔)" 출전하여 세계 3위의 성적을 내었다.
Sbs "생활의달인" 860회 대한민국 최고 다트달인으로 출연하였다.
획득하였다.

## 수상경력
- 2015 파이널40 4차 준우승
- 2015 파이널40 5차 우승
- 2016 코리아마스터즈 1차 플래티넘 우승
- 2016 코리아마스터즈 2차 플래티넘 우승
- 2016 코리아마스터즈 3차 플래티넘 우승
- 2016 코리아마스터즈 4차 플래티넘 우승
- 2016 코리아마스터즈 5차 플래티넘 우승
- 2017 퍼펙트코리아 2차 3위
- 2017 summer festival 준우승
- 2017 퍼펙트코리아 4차 우승
- 2017 퍼펙트코리아 5차 우승
- 2017 퍼펙트코리아 파이널 준우승
- 2017 PDC asia taiwan 준우승
- 2018 퍼펙트코리아 2차 준우승
- 2018 퍼펙트코리아 4차 3위
- 2018 퍼펙트코리아 6차 우승
- 2018 WDF 아시아퍼시픽컵 우승
- 2018 Darts world 광저우 개인전 3위
- 2018 퍼펙트코리아 8차 3위
- 2019 KDC리그(산본) 1위
- 2019 프로페셔널 투어 코리아 1차 우승
- 2019 VSL super match 우승
- 2019 프로페셔널 투어 코리아 2차 준우승
- 2019 프로페셔널 투어 코리아 3차 우승
- 2019 싱가포르 오픈 Blind Doubles best4
- 2019 프로페셔널 투어 코리아 4차 준우승
- 2019 프로페셔널투어코리아 그랜드파이널 3위
- 2019 더월드 다트라이브 오픈 Taichung super Doubles Best4
- 2019 Korea top8 우승
- 2019 Taiwan pro license 획득
- 2020 OGN 다트챔피언십 우승
- 2020 프로페셔널 투어 코리아 2차 우승
- 2021 프로페셔널 투어 코리아 1차 우승
- 2021 프로페셔널 투어 코리아 2차 우승
- 2021 프로페셔널 투어 코리아 3차 우승
- 2021 프로페셔널 투어 코리아 4차 우승
- 2021 프로페셔널투어코리아 그랜드파이널 우승
- 2022 프로페셔널 투어 코리아 1차 우승
- 2022 프로페셔널 투어 코리아 3차 우승
- 2022 프로페셔널 투어 코리아 4차 우승
- 2022 프로페셔널 투어 코리아 5차 우승
- 2022 프로페셔널투어코리아 그랜드파이널 우승
- 2022 더월드 Japan darts festival 더블즈 준우승
- 2023 프로페셔널 투어 코리아 3차 우승
- 2023 화순고인돌배 전국다트대회 max 우승
- 2023 홍콩다트국제페스티벌 mixed Doubles 우승
- 2023 홍콩다트국제페스티벌 Doubles 준우승
- 2023 홍콩다트국제페스티벌 Men's cricket 3위
- 2023 소프트다트 프로페셔널 투어 코리아 4차 우승
- 2023 소프트다트 프로페셔널 투어 코리아 6차 우승
- 2024 소프트다트 프로페셔널 투어 코리아 1차 우승
- 2024 홈플레이트 2차대회 우승
- 2024 superdarts 3위